# South Van Horn (Alaska)
South Van Horn es un lugar designado por el censo ubicado en el borough de Fairbanks North Star en el estado estadounidense de Alaska. En el Censo de 2010 tenía una población de 558 habitantes y una densidad poblacional de 25,26 personas por km².

## Geografía
South Van Horn se encuentra en las coordenadas 64°48′34″N 147°47′17″O / 64.80944, -147.78806. Según la Oficina del Censo de los Estados Unidos, South Van Horn tiene una superficie total de 22.09 km², de la cual 20.83 km² corresponden a tierra firme y (5.69%) 1.26 km² es agua.

## Demografía
Según el censo de 2010, había 558 personas residiendo en South Van Horn. La densidad de población era de 25,26 hab./km². De los 558 habitantes, South Van Horn estaba compuesto por el 76.16% blancos, el 2.69% eran afroamericanos, el 6.63% eran amerindios, el 1.79% eran asiáticos, el 0.9% eran isleños del Pacífico, el 0.9% eran de otras razas y el 10.93% pertenecían a dos o más razas. Del total de la población el 5.02% eran hispanos o latinos de cualquier raza.